# Альфонс Цибулка
Альфонс Цибулка (нім. Alfons Czibulka, 14 травня 1842, Спиське Подградє ― 27 жовтня 1894, Відень) ― австро-угорський композитор та диригент словацького походження.

## Біографія
Свою творчу діяльність Цибулка розпочав як капельмейстер оперного театру в Одесі та Національного театру в Інсбруку. 1865-го, перебуваючи на посаді капельмейстера у віденському Карл-театрі, працював разом з Францом фон Зуппе.
З 1866 по 1869 Альфонс на службі в 17-му піхотному полку Австро-Угорської армії з дислокацією в Больцано. Від 1869-го по 1870 його переведено до 23-го полку в Петроварадіні, а згодом, в 1871-му, до 20-го в Кракові.
Великої популярності, як диригент і композитор військової музики, Цибулка набув з 1872 по 1880 рік в 25-му піхотному полку, котрий на той час розташовувався у Празі. У тому ж році він став представником Австро-Угорщини на міжнародному фестивалі військових оркестрів в Брюсселі. В цей час він створює Erzherzog Friedrich-Marsch, присвячений ерцгерцогу Фрідріху котрий саме проходив службу в 25-му полку, та Стефані-Гавот присвячений нареченій Рудольфа принцесі Стефанії Бельгійській. З 1880 по 1883 композитор перебуває на посаді військового капельмейстера 44-го піхотного полку в Трієсті. В 1884-му році у Флоренції та Відні відбулась прем'єра його оперети Pfingsten in Florenz — вона мала грандіозний успіх на усій території Австро-Угорщини, Німеччини та Італії, завдяки цьому твору Цибулка стає відомим в США.
Згодом, як військовий капельмейстер, з 1883 по 1887, перебуває у Відні в 31-му піхотному полку, а з 1891 по 1894-й в 19-му.
Похований на віденському Центральному кладовищі.

## Твори
Загалом композитор написав близько 400 робіт, переважно марші та танцювальну музику. З його сценічних робіт найбільш успішними є оперети Pfingsten in Florenz (1884) і Der Glücksritter (1887). Більша частина його композицій зберігається в музичній колекції Віденської міської бібліотеки.
Найвідоміші:
- Erzherzog Friedrich-Marsch op. 286 (1878)
- Stephanie-Gavotte op. 312 (1880)
- Vom Donaustrand, Marsch op. 339 (1887)
- Liebestraum nach dem Balle, Intermezzo op. 356 (1890)
- An Dich!, Walzer-Serenade op. 390 (1894)